# Vexillum amabile
Vexillum (Pusia) amabile là một loài ốc biển nhỏ, là động vật thân mềm chân bụng sống ở biển trong họ Costellariidae.

## Miêu tả
Loài này có kích thước giữa 10 mm and 20 mm

## Phân bố
Chúng phân bố ở Biển Đỏ và ở Ấn Độ Dương dọc theo Madagascar, vùng bể Mascarene, Mauritius và Tanzania; ở Thái Bình Dương Ocean dọc theo Philippines và Papua New Guinea.